# Menno de Jong
Menno de Jong es un DJ y productor de música Trance, originario de Holanda, ocupa actualmente el número 48 en la DJmag Top 100 Chart, con lo que subió 14 lugares respecto al 2007. Tiene tan solo 32 años, con lo que lo hace uno de los productores más jóvenes con reconocimiento mundial, y posiblemente en un futuro uno de los más reconocidos DJ´s del mundo, observado por su rápido ascenso y reconocimiento en música electrónica y trance. También está clasificado como el número de 10, en el trance addict, la encuesta anual top 100 DJs Trance. 
Actualmente es el único que hace trance igual a la edad dorada del trance. 

## Discografía

### Producciones
- Place in the Sun (2011; feat. Ellie Lawson)
- Turtle Paradise (2011)

- Acapulco Heat (2010)
- Bambino (2010)
- Better World (2010)

- Last Light Tonight (2009; con Leon Bolier)

- Mad World (2008; feat. Mark Otten)

- Menno de Jong - Nolthando
- Menno de Jong ft. Re:Locate - Solid State

[Intuition Recordings, sep 2007]
- Menno de Jong pres. Myth - Sjamaan
- Menno de Jong pres. Myth - Sparkles
- Menno de Jong pres. Myth - Orbit

[Fundamental, mayo de 2007]
- Re:Locate & Menno de Jong - Spirit

[Galactive, sep 2006]
- Solar Express - Momentum (with Leon Bolier)
- Solar Express - Magma (with Leon Bolier)

[Fundamental, mayo de 2006]
- Menno de Jong - Tundra (Fierce Dub)
- Menno de Jong - Tundra (Mark Otten Remix)
- Menno de Jong - Tundra (Original Mix)

[Intuition Recordings, sep 2005]
- Sayla - Majestic
- Sayla - Majestic (Arizona vs. Passiva Remix)

[Dedicated, nov 2005]
- Halcyon - Watermark
- Halcyon - Watermark (Inner & Outer Remix)

[Captured, feb 2005]
- Sayla - Second Thoughts
- Sayla - Second Thoughts (Octagen Remix)

[Dedicated, nov 2004]
- Myth - Millionfold
- Myth - Millionfold (Markus Schulz Remix)

[Remark, sep 2004]
- Menno de Jong - Guanxi
- Menno de Jong - Guanxi (Super8 Remix)

[Anjunabeats, mayo de 2004]

### Remixes
- Alex M.O.R.P.H. feat. Simon - No Regrets (2009)

- Mark Otten vs Carrie Skipper – Time Is Serene (Menno De Jong Remix, AVB Mash Up)

- Karen Overton - Your Loving Arms (Menno de Jong Durban ‘06 Mix)

[Supra Recordings, Nov-06]
- Alliance - Distant Planet (Menno de Jong Interpretation)

[Selective Recordings, May-06]
- Mark Otten - So Serene (Menno de Jong Heading South Mix)

[Armind, dic 2005]
- Spiral Story - Spiral Story (Menno de Jong Remix)

[Enhanced, sep 2005]
- Thrillseekers pr. Hydra - Affinity (Menno de Jong Remix)

[Adjusted, marzo de 2005]
- Octagen & Progresia - First Horizon (Menno de Jong Remix)

[Surface, sep 2004]